# 1969년 일본 프로 야구 올스타전
1969년 일본 프로 야구 올스타전은 1969년 7월 19일과 7월 20일, 7월 22일에 열린 일본 프로 야구의 올스타전 경기이다.

## 출장 선수
| 센트럴 리그 | 센트럴 리그       | 센트럴 리그 | 센트럴 리그 |
| ----------- | ----------------- | ----------- | ----------- |
| 감독        | 가와카미 데쓰하루 | 요미우리    |             |
| 코치        | 고토 쓰구오       | 한신        |             |
| 코치        | 네모토 리쿠오     | 히로시마    |             |
| 투수        | 에나쓰 유타카     | 한신        | 3           |
| 투수        | 다카하시 가즈미   | 요미우리    | 첫 출장     |
| 투수        | 호리우치 쓰네오   | 요미우리    | 3           |
| 투수        | 오가와 겐타로     | 주니치      | 4           |
| 투수        | 다나카 쓰토무     | 주니치      | 3           |
| 투수        | 오노 쇼이치       | 주니치      | 6           |
| 투수        | 무라야마 미노루   | 한신        | 10          |
| 투수        | 와코 도모오       | 한신        | 첫 출장     |
| 투수        | 가네다 마사이치   | 요미우리    | 18          |
| 투수        | 소토코바 요시로   | 히로시마    | 2           |
| 투수        | 히라마쓰 마사지   | 다이요      | 첫 출장     |
| 투수        | 이시도 시로쿠     | 아톰스      | 2           |
| 투수        | 호시노 센이치▲    | 주니치      | 첫 출장     |
| 포수        | 다부치 고이치     | 한신        | 첫 출장     |
| 포수        | 모리 마사히코     | 요미우리    | 10          |
| 포수        | 이토 이사오       | 다이요      | 3           |
| 1루수       | 오 사다하루       | 요미우리    | 10          |
| 2루수       | 다케가미 시로     | 아톰스      | 2           |
| 3루수       | 나가시마 시게오   | 요미우리    | 12          |
| 유격수      | 후지타 다이라     | 한신        | 2           |
| 내야수      | 도이 쇼조         | 요미우리    | 3           |
| 내야수      | 마쓰바라 마코토   | 다이요      | 4           |
| 내야수      | 구로에 유키노부   | 요미우리    | 3           |
| 외야수      | D. 로버츠         | 아톰스      | 2           |
| 외야수      | 나카 아키오       | 주니치      | 5           |
| 외야수      | 다카다 시게루     | 요미우리    | 2           |
| 외야수      | 에토 신이치       | 주니치      | 10          |
| 외야수      | 야마우치 가즈히로 | 히로시마    | 15          |
| 외야수      | 야마모토 가즈요시 | 히로시마    | 5           |

| 퍼시픽 리그 | 퍼시픽 리그        | 퍼시픽 리그 | 퍼시픽 리그 |
| ----------- | ------------------ | ----------- | ----------- |
| 감독        | 니시모토 유키오    | 한큐        |             |
| 코치        | 이이다 도쿠지      | 난카이      |             |
| 코치        | 노닌 와타루        | 롯데        |             |
| 투수        | 스즈키 게이시      | 긴테쓰      | 4           |
| 투수        | 사사키 고이치로    | 긴테쓰      | 2           |
| 투수        | 요네다 데쓰야      | 한큐        | 11          |
| 투수        | 가지모토 다카오    | 한큐        | 12          |
| 투수        | 나리타 후미오      | 롯데        | 4           |
| 투수        | 기타루 마사아키    | 롯데        | 첫 출장     |
| 투수        | 이케나가 마사아키  | 니시테쓰    | 5           |
| 투수        | 가네다 도메히로    | 도에이      | 첫 출장     |
| 투수        | 다나카 미쓰구      | 도에이      | 3           |
| 투수        | 세이 도시히코      | 긴테쓰      | 첫 출장     |
| 포수        | 노무라 가쓰야      | 난카이      | 13          |
| 포수        | 오카무라 고지      | 한큐        | 4           |
| 포수        | 다이고 다케오      | 롯데        | 3           |
| 포수        | 무라카미 기미야스▲ | 니시테쓰    | 첫 출장     |
| 1루수       | 오스기 가쓰오      | 도에이      | 2           |
| 2루수       | 야마자키 히로유키  | 롯데        | 첫 출장     |
| 3루수       | 후나다 가즈히데    | 니시테쓰    | 5           |
| 유격수      | 야스이 도시노리    | 긴테쓰      | 첫 출장     |
| 내야수      | 히로노 이사오      | 니시테쓰    | 첫 출장     |
| 내야수      | D. 블레이저        | 난카이      | 3           |
| 내야수      | 사노 요시유키      | 도에이      | 첫 출장     |
| 내야수      | 사카모토 도시조    | 한큐        | 2           |
| 외야수      | 나가이케 도쿠지    | 한큐        | 3           |
| 외야수      | 나가부치 요조      | 긴테쓰      | 첫 출장     |
| 외야수      | 하리모토 이사오    | 도에이      | 10          |
| 외야수      | 도이 마사히로      | 긴테쓰      | 7           |
| 외야수      | 히로세 요시노리    | 난카이      | 11          |
| 외야수      | 야노 기요시        | 한큐        | 첫 출장     |
| 외야수      | 이케베 이와오      | 롯데        | 2           |

- 굵은 글씨는 팬 투표로 선출된 선수, ▲는 출장 사퇴 선수 발생에 의한 보충 선수.

## 올스타전 경기 결과

### 1차전

#### 스코어
| 팀 | 1 | 2 | 3 | 4 | 5 | 6 | 7 | 8 | 9 | R | H  | E |
| 센트럴 | 0 | 0 | 0 | 0 | 4 | 1 | 1 | 0 | 0 | 6 | 10 | 2 |
| 퍼시픽 | 0 | 1 | 0 | 0 | 4 | 2 | 0 | 0 | X | 7 | 12 | 0 |
| 승리 투수: 세이 도시히코(긴테쓰) 패전 투수: 무라야마 미노루(한신) 홈런: 센트럴 – 에토 신이치(주니치·5회 2점), 다부치 고이치(한신·6회 1점), 오 사다하루(요미우리·7회 1점) 퍼시픽 – 도이 마사히로(긴테쓰·6회 2점) |   |   |   |   |   |   |   |   |   |   |    |   |

#### 출장 선수
| 센트럴 | 센트럴 | 센트럴          |
| 타순   | 수비   | 선수            |
| ------ | ------ | --------------- |
| 1      | (유)   | 후지타 다이라   |
| 2      | (중)   | 다카다 시게루   |
| 3      | (一)   | 오 사다하루     |
| 4      | (좌)   | 에토 신이치     |
| 5      | (三)   | 나가시마 시게오 |
| 6      | (우)   | D. 로버츠       |
| 7      | (포)   | 다부치 고이치   |
| 8      | (투)   | 오가와 겐타로   |
| 9      | (二)   | 다케가미 시로   |

| 퍼시픽 | 퍼시픽 | 퍼시픽            |
| 타순   | 수비   | 선수              |
| ------ | ------ | ----------------- |
| 1      | (二)   | 야마자키 히로유키 |
| 2      | (우)   | 나가부치 요조     |
| 3      | (중)   | 나가이케 도쿠지   |
| 4      | (좌)   | 하리모토 이사오   |
| 5      | (一)   | 오스기 가쓰오     |
| 6      | (三)   | 후나다 가즈히데   |
| 7      | (유)   | 사카모토 도시조   |
| 8      | (포)   | 다이고 다케오     |
| 9      | (투)   | 나리타 후미오     |

#### 수상 선수
MVP
- 도이 마사히로(긴테쓰)

### 2차전

#### 스코어
| 팀 | 1 | 2 | 3 | 4 | 5 | 6 | 7 | 8 | 9 | R | H  | E |
| 퍼시픽 | 0 | 0 | 0 | 0 | 0 | 0 | 2 | 0 | 4 | 6 | 13 | 0 |
| 센트럴 | 0 | 0 | 1 | 1 | 1 | 0 | 0 | 0 | 0 | 3 | 10 | 1 |
| 승리 투수: 요네다 데쓰야(한큐) 패전 투수: 에나쓰 유타카(한신) 홈런: 퍼시픽 – 히로세 요시노리(난카이·7회 2점) |   |   |   |   |   |   |   |   |   |   |    |   |

#### 출장 선수
| 퍼시픽 | 퍼시픽 | 퍼시픽            |
| 타순   | 수비   | 선수              |
| ------ | ------ | ----------------- |
| 1      | (중)   | 이케베 이와오     |
| 2      | (유)   | 사카모토 도시조   |
| 3      | (우)   | 나가이케 도쿠지   |
| 4      | (좌)   | 도이 마사히로     |
| 5      | (一)   | 오스기 가쓰오     |
| 6      | (三)   | 후나다 가즈히데   |
| 7      | (二)   | 야마자키 히로유키 |
| 8      | (포)   | 오카무라 고지     |
| 9      | (투)   | 스즈키 게이시     |

| 센트럴 | 센트럴 | 센트럴            |
| 타순   | 수비   | 선수              |
| ------ | ------ | ----------------- |
| 1      | (유)   | 후지타 다이라     |
| 2      | (중)   | 나카 아키오       |
| 3      | (一)   | 오 사다하루       |
| 4      | (좌)   | 에토 신이치       |
| 5      | (三)   | 나가시마 시게오   |
| 6      | (우)   | 야마우치 가즈히로 |
| 7      | (포)   | 다부치 고이치     |
| 8      | (투)   | 오노 쇼이치       |
| 9      | (二)   | 다케가미 시로     |

#### 수상 선수
MVP
- 후나다 가즈히데(니시테쓰)

### 3차전

#### 스코어
| 팀 | 1 | 2 | 3 | 4 | 5 | 6 | 7 | 8 | 9 | 10 | 11 | 12 | 13 | R | H  | E |
| 센트럴 | 0 | 0 | 0 | 0 | 0 | 1 | 0 | 0 | 2 | 0  | 0  | 0  | 1  | 4 | 13 | 0 |
| 퍼시픽 | 1 | 0 | 0 | 0 | 1 | 1 | 0 | 0 | 0 | 0  | 0  | 0  | 1  | 4 | 9  | 0 |
| 승리 투수: 없음 패전 투수: 없음 홈런: 센트럴 – 오 사다하루(요미우리·9회 2점) 퍼시픽 – 나가후치 요조(긴테쓰·1회 1점), 야노 기요시(한큐·5회 1점) |   |   |   |   |   |   |   |   |   |    |    |    |    |   |    |   |

#### 출장 선수
| 센트럴 | 센트럴 | 센트럴            |
| 타순   | 수비   | 선수              |
| ------ | ------ | ----------------- |
| 1      | (유)   | 후지타 다이라     |
| 2      | (중)   | 나카 아키오       |
| 3      | (一)   | 오 사다하루       |
| 4      | (좌)   | 에토 신이치       |
| 5      | (우)   | 야마모토 가즈요시 |
| 6      | (三)   | 마쓰바라 마코토   |
| 7      | (포)   | 다부치 고이치     |
| 8      | (투)   | 호리우치 쓰네오   |
| 9      | (二)   | 도이 쇼조         |

| 퍼시픽 | 퍼시픽 | 퍼시픽            |
| 타순   | 수비   | 선수              |
| ------ | ------ | ----------------- |
| 1      | (三)   | 후나다 가즈히데   |
| 2      | (二)   | D. 블레이저       |
| 3      | (우)   | 나가부치 요조     |
| 4      | (좌)   | 하리모토 이사오   |
| 5      | (중)   | 나가이케 도쿠지   |
| 6      | (一)   | 히로노 이사오     |
| 7      | (유)   | 야스이 도시노리   |
| 8      | (포)   | 무라카미 기미야스 |
| 9      | (투)   | 이케나가 마사아키 |

#### 수상 선수
MVP
- (수상자 없음)

## 같이 보기
- 일본 야구 기구
- 일본 프로 야구 올스타전